# Café Müller
Pour les articles homonymes, voir Müller.
Café Müller est une chorégraphie de Pina Bausch crée en 1978 sur une musique d'Henry Purcell. C'est l'une des œuvres fondatrices du mouvement Tanztheater en danse contemporaine et l'un des ballets les plus célèbres de la chorégraphe allemande.

## Sources de l'œuvre

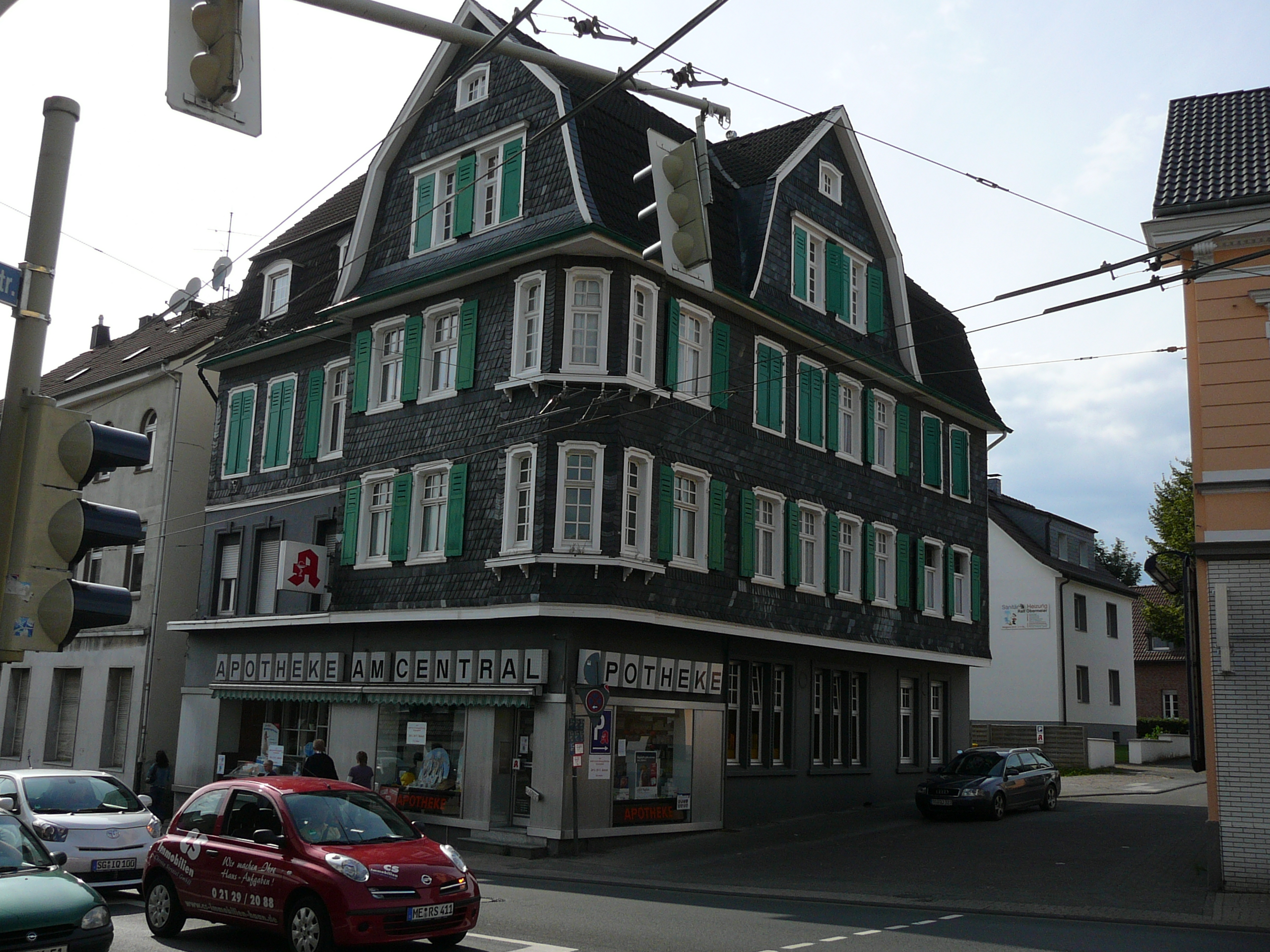
Le bar-hôtel (devenu une pharmacie) de Solingen où Pina Bausch a grandi.

La source de Café Müller pourrait en partie être liée aux origines de Pina Bausch dont les parents tenaient un bar-hôtel à Solingen en Allemagne durant la Seconde Guerre mondiale. Pina Bausch, née en 1940, raconte s'être cachée sous les tables du café lorsqu'elle était enfant durant les années de guerre à observer et écouter les adultes, leurs peurs et colères, elle-même déclarant « passe[r] [s]a vie à essayer de donner une forme à ces émotions enfouies, évanouies ».

## Présentation deCafé Müller

### Scénographie de l'œuvre
La scène, recouverte de chaises de bistro et de guéridons, est un espace que les danseurs doivent moduler pour pouvoir y circuler. Le corps du danseur est en perpétuel contact avec ce qui l'entoure : les chaises, les murs, le sol... Les contacts violents entre les interprètes et le décor, chocs contre les murs, les baies vitrées, les chaises, présentent des corps meurtris et douloureux. Certains danseurs évoluent durant l'ensemble de l'œuvre les yeux fermés et tentent de se frayer un passage dans le désordre perpétuel des chaises et tables, aidés par l'un de ses compagnons qui lui ouvre le chemin au dernier moment en déblayant violemment les objets.
La pièce Café Müller est écrite sur des musiques d'Henry Purcell : l'aria « O Let Me Weep » de The Fairy Queen et l'aria « When I am Laid in Earth » de Didon et Enée.

### Thèmes abordés
Comme dans la grande majorité de ses œuvres, Pina Bausch met en scène dans Café Müller les problèmes de communication entre homme et femme et surtout les comportements codifiés qu'elle rend totalement dérisoires par son esthétique de mouvement[réf. nécessaire]. Une illustration caractéristique de cette idée de tension dans le rapport du couple, est la scène dans lequel un homme porte sa compagne dans ses bras et la laisse retomber, celle-ci revenant inlassablement l'embrasser et remontant dans ses bras aidée d'un troisième interprète qui réalise une douzaine de fois, en les accélérant, les mises en place des corps et positions du couple.
La danse de Pina Bausch se nourrit d'expérience de la vie réelle, la communication étant réduite à des gestes stéréotypés, en particulier ceux de la séduction mais aussi des gestes du quotidien. La douleur des corps mais aussi émotionnelle des personnes est un thème récurrent de cette pièce.

## Impact de l'œuvre
À propos des œuvres de Pina Bausch, l’écrivain allemand Heiner Müller s’est senti perturbé[réf. nécessaire], « parce que j’ai vu pour la première fois au théâtre des spectacles qui possédaient la structure de la tragédie, ce qu’on ne voit pratiquement plus sur aucune scène, enfin pour ce qui est du théâtre parlé. Je me trouvais soudain face à un théâtre et qui était sans texte, ce qui m’a directement touché ».
Tragique autant que poétique, Café Müller a fait pleurer Marco, l’un des protagonistes du film de Pedro Almodóvar, Parle avec elle, dont les premières séquences montrent un extrait de ce ballet.
Après Orphée et Eurydice et Le Sacre du printemps qui figurent déjà au répertoire de l'Opéra de Paris, Café Müller devait y faire son entrée mais ce projet fut interrompu par la mort de la chorégraphe.